# Exupère Joseph Bertin
Exupère Joseph Bertin (25 de junho de 1712; 21 de fevereiro de 1781) foi um anatomista francês nascido em Tremblay (Ille-et-Vilaine), Bretanha. 
É lembrado por sua pesquisa sobre o sistema renal. Seu artigo mais conhecido é sobre osteologia, Traité D'ostéologie (1754, 4 volumes).
A coluna de Bertin recebe esse nome em sua homenagem, assim como os "ossículos de Bertin" (concha esfenoidal) e o 'ligamento de Bertin' (ligamento ileofemural).